# Underneath (Code Orange)
Underneath è il quarto album in studio del gruppo musicale statunitense Code Orange, pubblicato nel 2020.

## Tracce
1. (deeperthanbefore) – 1:13
2. Swallowing the Rabbit Whole – 3:47
3. In Fear – 3:21
4. You and You Alone – 3:06
5. Who I Am – 3:46
6. Cold.Metal.Place – 3:04
7. Sulfur Surrounding – 3:47
8. The Easy Way – 4:25
9. Erasure Scan – 2:32
10. Last Ones Left – 3:08
11. Autumn and Carbine – 3:27
12. Back Inside the Glass – 2:34
13. A Sliver – 4:37
14. Underneath – 4:41

## Formazione
- Eric Balderose – voce, tastiera, programmazioni
- Joe Goldman – basso
- Reba Meyers – chitarra, voce
- Jami Morgan – batteria, voce
- Dominic Landolina – chitarra, voce

Ospiti
- Nicole Dollanganger – voce (tracce 1, 2 e 6)